# Raffaele Bonanni
Raffaele Bonanni (Bomba, 10 giugno 1949) è un sindacalista e politico italiano, dal 2006 segretario generale della CISL, confermato nel 2009 e nel 2013. Si è dimesso il 24 settembre del 2014.

## Biografia
Nato il 10 giugno 1949 a Bomba, in provincia di Chieti, abruzzese, dopo il diploma all'istituto tecnico commerciale ha iniziato a lavorare come manovale in un cantiere edile della Val di Sangro, cominciando qui la sua carriera sindacale venendo eletto delegato aziendale presso la Impresa Farsura, successivamente si iscrive alla Confederazione Italiana Sindacati Lavoratori (CISL).
Ha frequentato nel 1972 il "corso lungo" presso il Centro Studi della Cisl a Firenze.
Prosegue la sua attività sindacale in Sicilia, dove si impegna alla costruzione di movimenti antimafia e al varo di norme in edilizia contro lo sfruttamento degli edili e contro i subappalti gestiti dalla mafia.
Nel 1981 diventa segretario generale della CISL di Palermo e nel 1989 viene eletto segretario generale della CISL in Sicilia. Durante quegli anni partecipa insieme a Leoluca Orlando alla costruzione di movimenti nel mondo cattolico per il rinnovamento della politica e delle istituzioni.
Nel 1991 viene chiamato a dirigere la Federazione nazionale della Cisl delle Costruzioni e legno, dove riesce a incrementare fortemente le adesioni al sindacato ed a ideare e a far adottare al parlamento norme di garanzia per i lavoratori di quel settore. Propone l'adozione del DURC da lui stesso ideato (documento unico di regolarità contributiva), che prima riesce a far valere per l'edilizia e poi successivamente, eletto segretario della CISL, riesce a farlo estendere per tutti i lavoratori.
Entra a far parte della Segreteria Confederale della CISL per la prima volta il 16 dicembre 1998 e viene riconfermato segretario confederale nei congressi del 2001 e del 2005.

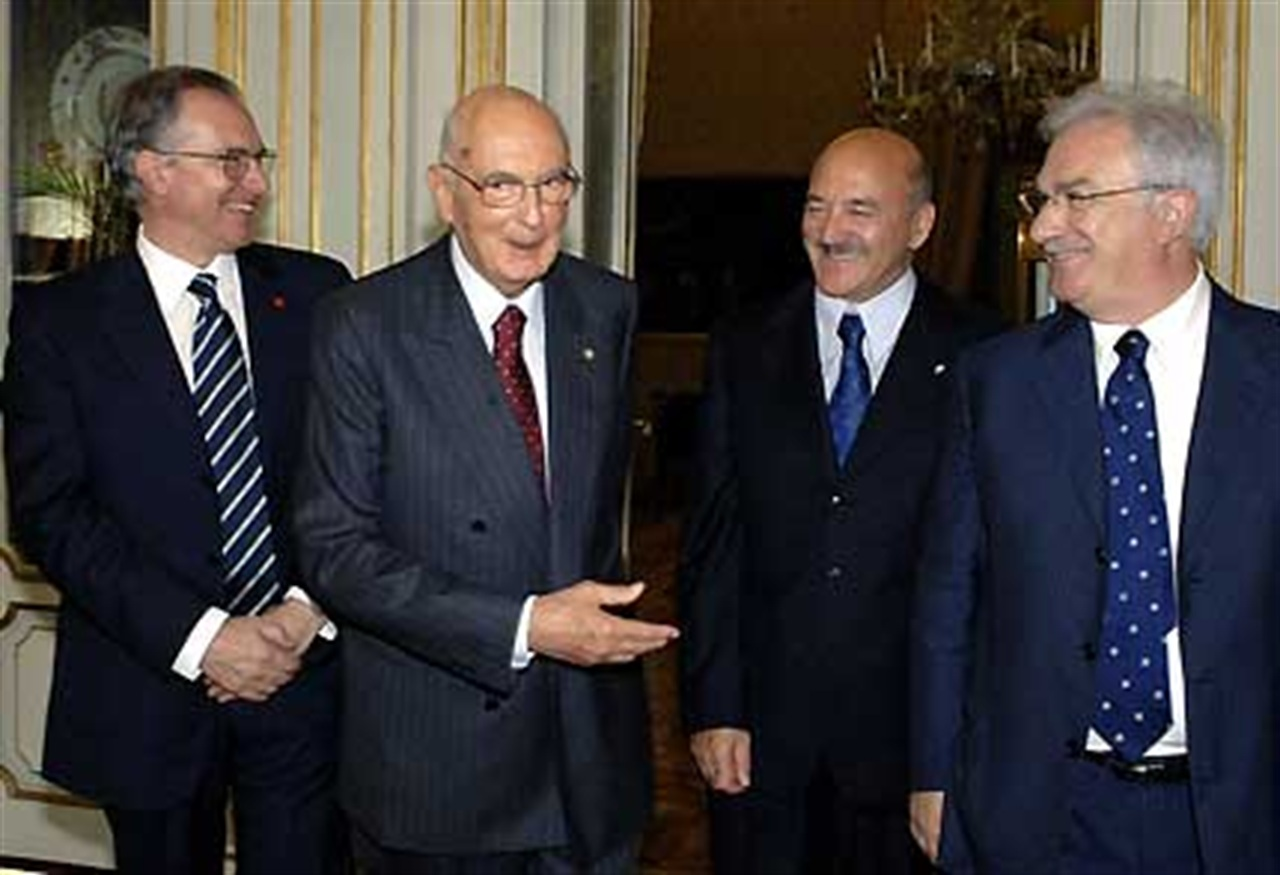
Raffaele Bonanni con Luigi Angeletti (segretario generale UIL) e Guglielmo Epifani (segretario generale CGIL) assieme al Presidente della Repubblica Giorgio Napolitano

Il 27 aprile 2006 succede a Savino Pezzotta come segretario nazionale, carica a cui è stato riconfermato nel congresso del 24 maggio 2009 e del 15 giugno 2013. Si è dimesso dalla suddetta carica il 24 settembre 2014.
Il 16 giugno di quell'anno, il neorettore dell'Università di Salerno Aurelio Tommasetti gli conferisce la laurea honoris causa in economia.
Nel 2016 viene nominato presidente della Fondazione Spaventa.
È iscritto dal 2006 all'albo dei giornalisti e scrive su diversi quotidiani nazionali su temi economici e sociali.
Svolge attività di formazione sociopolitica per i giovani laureati cattolici attraverso l'associazione Laudato Si', di cui è vicepresidente.
Dal 2018 è docente di diritto del lavoro presso l'Università Telematica "Pegaso" e di diritto del lavoro avanzato presso l'Università telematica Universitas Mercatorum di Roma.

### Attività politica
In vista delle elezioni politiche del 2018 viene annunciata da ambienti vicini a Forza Italia la candidatura di Bonanni al Parlamento italiano tra le liste per la circoscrizione Abruzzo, ma non si candiderà.
A ottobre 2020 è tra i promotori di un nuovo soggetto politico centrista e popolare di nome "Insieme", affiancato, tra gli altri, dall'economista Stefano Zamagni e dall'ex senatore UDC Ivo Tarolli.
A luglio 2021 si iscrive ad Azione, il partito politico dell'ex Ministro dello sviluppo economico Carlo Calenda, dove si occupa di lavoro e politiche industriali.

## Vita privata
È sposato con Teresa, dirigente in pensione delle Poste Italiane, e ha tre figli: Donato, Raffaella e Denise. In un'intervista del 15 dicembre 2010 sul Corriere della Sera, e nel libro autobiografico "Il tempo della semina", presentato negli stessi giorni, Bonanni ha dichiarato di far parte del Cammino neocatecumenale dal 1987 e della terza Comunità nella Parrocchia della Gran Madre di Dio a Roma.

## Controversie
Ha fatto scalpore la notizia nel 2012 della cosiddetta "pensione d'oro" da 8 593 euro lordi al mese (5 391 euro netti).
Il suo nome è stato citato nello scandalo svendopoli del 2007, dove risultava avere acquistato un immobile dagli enti previdenziali, in via del Perugino a Roma, ad un quinto del valore di mercato. Bonanni ha tuttavia replicato di avere agito correttamente.